# Église du Bienheureux Antoine Neyrot d'Hammamet
L’église du Bienheureux Antoine Neyrot d'Hammamet, située dans la ville d'Hammamet en Tunisie, est une église catholique construite à l’époque du protectorat français. Cédée au gouvernement tunisien en 1964, elle est détruite en 1971.

## Historique de l’église
La paroisse d'Hammamet, comme celle de la ville voisine de Nabeul, est créée en 1884. Les deux paroisses restent longtemps liées puisque celle d'Hammamet dépend de Nabeul de 1927 à 1931 alors que celle de Nabeul dépend d'Hammamet de 1933 à 1946.
Le premier lieu de culte est aménagé dans le rez-de-chaussée d’une maison particulière. Dès 1894, la décision est prise de construire une église. Si le terrain est rapidement trouvé grâce au don d’une famille locale, il faut attendre près de quinze ans pour rassembler la somme suffisante pour l’érection du bâtiment. C’est l’abbé Gillan, titulaire de la charge dès 1901, qui parvient à réunir les fonds en faisant appel à des bienfaiteurs au Canada d’où il est originaire. Pour compléter l’ornementation intérieure de l’édifice, c’est en Belgique qu’il trouve le financement.
L’église est inaugurée le 19 décembre 1909 par l’archevêque de Carthage, Monseigneur Clément Combes. Pour répondre au souhait de l’abbé de lui imprimer un style local, l’architecte a imaginé un bâtiment de style byzantin à trois nefs inspiré de la cathédrale Saint-Louis de Carthage. Pour rappeler l’ancienneté du christianisme dans le pays, une pierre provenant de la basilique de Rutilius sur le site archéologique de Makthar et présentant le monogramme du Christ est utilisée comme clé de voûte. Quant à la cloche de 600 kg, elle provient de la première cathédrale de Tunis.
L’église est placée sous la protection du bienheureux Antoine Neyrot, lapidé à Tunis en 1460. Ses reliques sont transférées de Turin à Hammamet et placées dans l’église.
La communauté chrétienne d'Hammamet ne sera jamais nombreuse. En 1925, on en recense 195. Un petit dispensaire tenu par des religieuses apporte des soins à toute la population.

## Après l’indépendance
L’indépendance de la Tunisie en 1956 provoque le départ de la plupart des habitants européens de la ville. L’église est finalement fermée à l’occasion du modus vivendi signé entre le gouvernement tunisien et le Vatican le 10 juillet 1964. Le bâtiment est cédé gratuitement avec l’assurance qu’il ne sera utilisé qu’à des fins d’intérêt public compatibles avec son ancienne destination.
Une paroissienne témoigne des conditions de remise des clés de l’édifice : « C’était un très humble et très honnête homme, Jemaa, qui détenait les clés car il remplissait le rôle de gardien, de sacristain et de sonneur. Il pleura quand il dut remettre les clés à des garçons quelque peu excités qui se précipitèrent sur la cloche, à la réprobation de tous les habitants ».
Faute de lieu de culte pour les touristes qui viennent de plus en plus nombreux, une maison est louée pour servir de chapelle jusqu’à ce que le gouvernement tunisien autorise la création d’un nouveau lieu de culte en 1967. Une vieille maison abandonnée est offerte par la municipalité. L’habitation est considérée comme étant hantée depuis que ses trois propriétaires successifs sont morts. Financée par l’archidiocèse de Cologne et une bienfaitrice belge, une petite chapelle de 220 places est inaugurée le 27 octobre 1968.
Quant à l’ancienne église d'Hammamet, elle est détruite en 1971 pour construire un bureau de la Poste tunisienne à son emplacement.
|      | Baptêmes | Mariages | Sépultures |
| ---- | -------- | -------- | ---------- |
| 1900 | -        | -        | -          |
| 1910 | 12       | 1        | 0          |
| 1920 | 6        | 4        | 5          |
| 1930 | 8        | 3        | 5          |
| 1940 | 7        | 0        | 3          |
| 1950 | 11       | 5        | 1          |
| 1960 | 1        | 2        | 0          |